# 로저 클라크 (1908년생 배우)

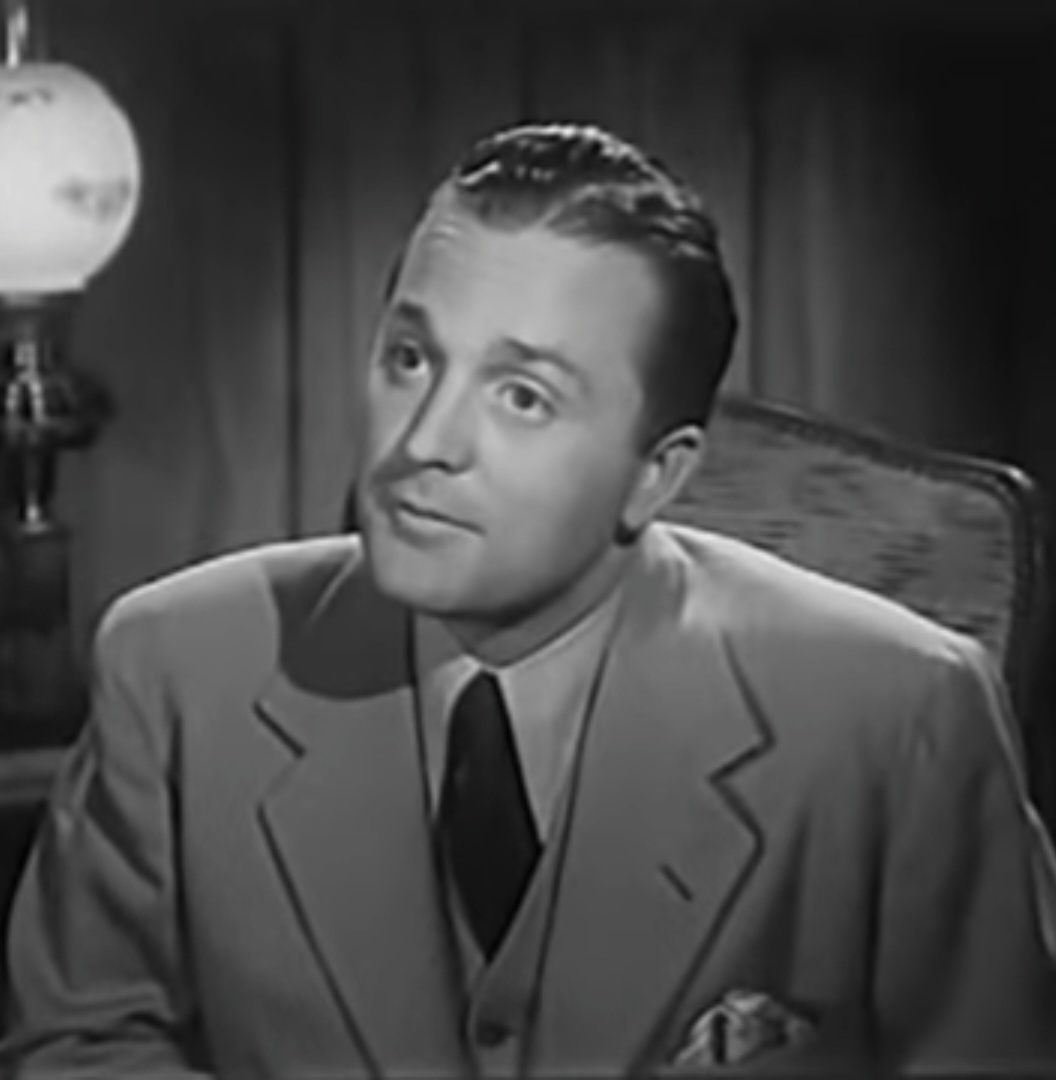

로저 클락(Roger Clark, 1908년 3월 16일 ~ 1978년 10월 13일)은 미국의 배우이다.

## 영화
- 몬스터 (1979년)
- 애드바이즈 앤 컨센트 (1962년) - 세너터 역
- 우회 (1945년) - 경찰 역
- 인 더 민타임, 다링 (1944년)
- 썸딩 포 더 보이즈 (1944년)
- 핀 업 걸 (1944년)
- 포 질스 인 어 지프 (1944년)
- 데이 올 키시드 더 브라이드 (1942년)